# Josef Ernecker
Josef Ernecker (* 20. März 1895 in Klosterneuburg; † 25. August 1960 in Schwechat) war ein österreichischer Politiker (ÖVP) und Amtsleiter. Ernecker war von 1949 bis 1954 Abgeordneter zum Landtag von Niederösterreich.
Ernecker absolvierte die Pflichtschule und leistete im Ersten Weltkrieg zwischen 1915 und 1918 den Militärdienst als Rechnungsunteroffizier ab. In der Folge war er von 1918 bis 1921 als kaufmännischer Angestellter tätig. Danach war er von 1925 bis 1939 beim Arbeitsamt beschäftigt. Nach dem Zweiten Weltkrieg war Ernecker von 1947 bis 1959 Leiter der Außenstelle Schwechat des Landesarbeitsamtes. Er vertrat die ÖVP zwischen dem 5. November 1949 und dem 10. November 1954 im Niederösterreichischen Landtag.